# Модная журналистика
Модная журналистика подразумевает работу журналистов в СМИ с информацией, посвященной индустрии моды. Деятельность модного журналиста заключается в написании и редактировании статей и колонок о моде, в создании книг, газет и журналов, специализирующихся на fashion-индустрии.

## История модной журналистики
Во времена средневековья такого феномена, как журналистика ещё не существовало, однако, нужны были средства, с помощью которых европейские дворы могли бы узнавать о последних тенденциях моды. Тогда в Венеции на площади Святого Марка выставлялись деревянные фигуры в половину человеческого роста, облаченные в наряды французского двора. Родиной модной журналистики принято считать город Лион, который находится во Франции. Начиная с 1679 года там выходил журнал Mercure Galant, одним из разделов которого был обзор моды с картинками.В конце XIX - начале XX вв. по всему миру начали появляться модные журналы, Godey’s Lady’s Book (США, 1830 год), Harper’s Bazaar (США, 1867 год),Vogue (Франция, 1892 год). В России первые журналы для женщин начали появляться более двух веков назад. В 1779 году появился журнал, который можно назвать первым модным печатным изданием России Модное ежемесячное издание, также новости моды можно было отслеживать с помощью журнала Московский телеграф.

## Модная журналистика в сети Интернет
Многие модные издания стали запускать интернет-версию своих печатных журналов, в том числе и в России. Существуют интернет-версии печатных изданий (сейчас практически все известные журналы мод имеют свои собственные веб-сайты) и онлайн-издания, к которым относятся независимые издания о моде.

## Критика
Модная журналистика-довольно молодое ответвление этого ремесла, обособившееся, как отдельное направление. Интерес к модной журналистике растет, однако, модная журналистика не имеет статуса науки, к тому же, не существует одного общепринятого толкования термина «модная журналистика». Существует две точки зрения на модную журналистику, как на самостоятельный вид журналистики. С одной стороны, многие ссылаются на то, что модная журналистика не может быть самостоятельным ответвлением, так как во многих изданиях есть разделы модных обзоров, но это нельзя назвать отдельным феноменом, что это лишь раздел в журналах для женщин. Особенно часто возникают дискуссии на тему того, кого можно назвать «модным журналистом»: блоги становятся все более и более популярными. Применительно к России, согласно закону, предусматривающему регистрацию популярных блогеров в реестре Роскомнадзора и частично приравнивающему их к журналистам, можно говорить о том, что топовые модные блогеры приравниваются к СМИ. С другой стороны, все больше и больше людей утверждают, что для того, чтобы стать успешным журналистом с сфере моды, нужно оперировать некоторыми фундаментальными теоретическими понятиями, психологическими и профессиональными качествами.

## Роль в контексте, влияние на науку, общество
Влияние модной журналистики на науку подтверждается тем, что во многих государственных образовательных учреждениях появляются учебные программы, посвященные этому типу журналистики. В связи с этим появляется необходимость в создании теоретического материала, посвященного модной журналистике (Fashion Writing and Criticism: History, Theory, Practice. Peter McNeil and Sanda Miller; Fashion Journalism. Julie Badford). В контексте влияния на общество модная журналистика тоже накладывает свой отпечаток. Молодое поколение, которое зацикливается на моде, проявляет к ней большой интерес, появляется необходимость развития модной журналистики, так как появляется спрос. В итоге, происходит взаимообмен между обществом и модной журналистикой: люди хотят получить больше информации о событиях и тенденциях в мире моды, что, в свою очередь, провоцирует необходимость расширения модной журналистики, её переход на новый виток развития, а именно, научный. Если обратиться в экономике, то, благодаря модной журналистике, производители глянцевых журналов стремятся создать из рекламы «произведение искусства», образуется конкуренция на рынке модной прессы, потому что именно с её помощью модные Дома пытаются продвинуть свой товар .

## Пулитцеровская премия
Единственным модным журналистом, получившим премию Пулитцера стала Робин Гивхан(англ. Robin Givhan) в 2006 году за номинацию Критика.